# Музыка Бельгии
Бельгийская музыка черпает свои истоки из музыкальных традиций фламандцев, населявших север страны, и традиций валлонов, обитавших на юге и испытавших влияние французских традиций. Формирование бельгийской музыки протекало в сложных исторических условиях — территория современной Бельгии находилась под многовековым испанским господством, а затем вошла в качестве провинции в состав Австрийской империи, а позднее попала под власть Франции и Германии и стала независимой только после Революции 1830.

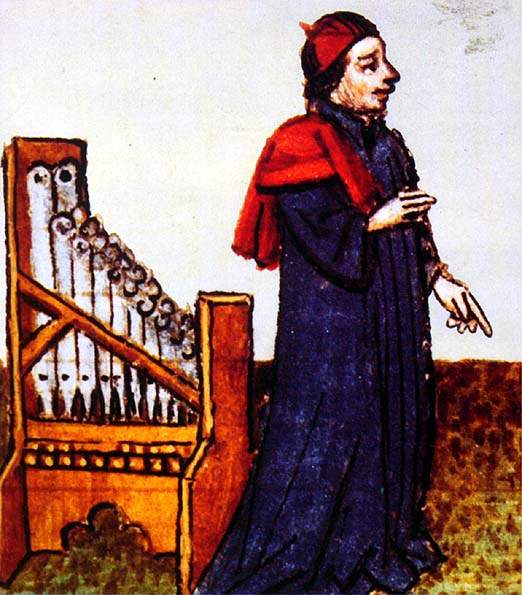
Г. Дюфаи (Дюфе), фламандский композитор 15 века

Ещё в эпоху средневековья на территории современной Бельгии существовали различные обряды, давались народные представления, мистерии, содержащие элементы музыкального действия; в городах выступали труппы бродячих комедиантов и музыкантов, были распространены хоровое пение, игра на смычковых инструментах. В 14 веке в Брюсселе существовало братство менестрелей. В эпоху Возрождения выдвигается т. н. нидерландская школа, сыгравшая важную роль в становлении европейских полифонических жанров. Именно на территории Бельгии родились такие выдающиеся композиторы, как Гийом Дюфаи, Йоханнес Окегем, Орландо ди Лассо. Традиции нидерландской школы получили развитие в церковных певчих школах — метризах, где учились почти все выдающиеся бельгийские музыканты 17-18 вв. Значительным центром музыкальной культуры становится Брюссель, во 2-й пол. 17 веке на основе придворных оперных и балетных спектаклей формируется музыкальный театр.

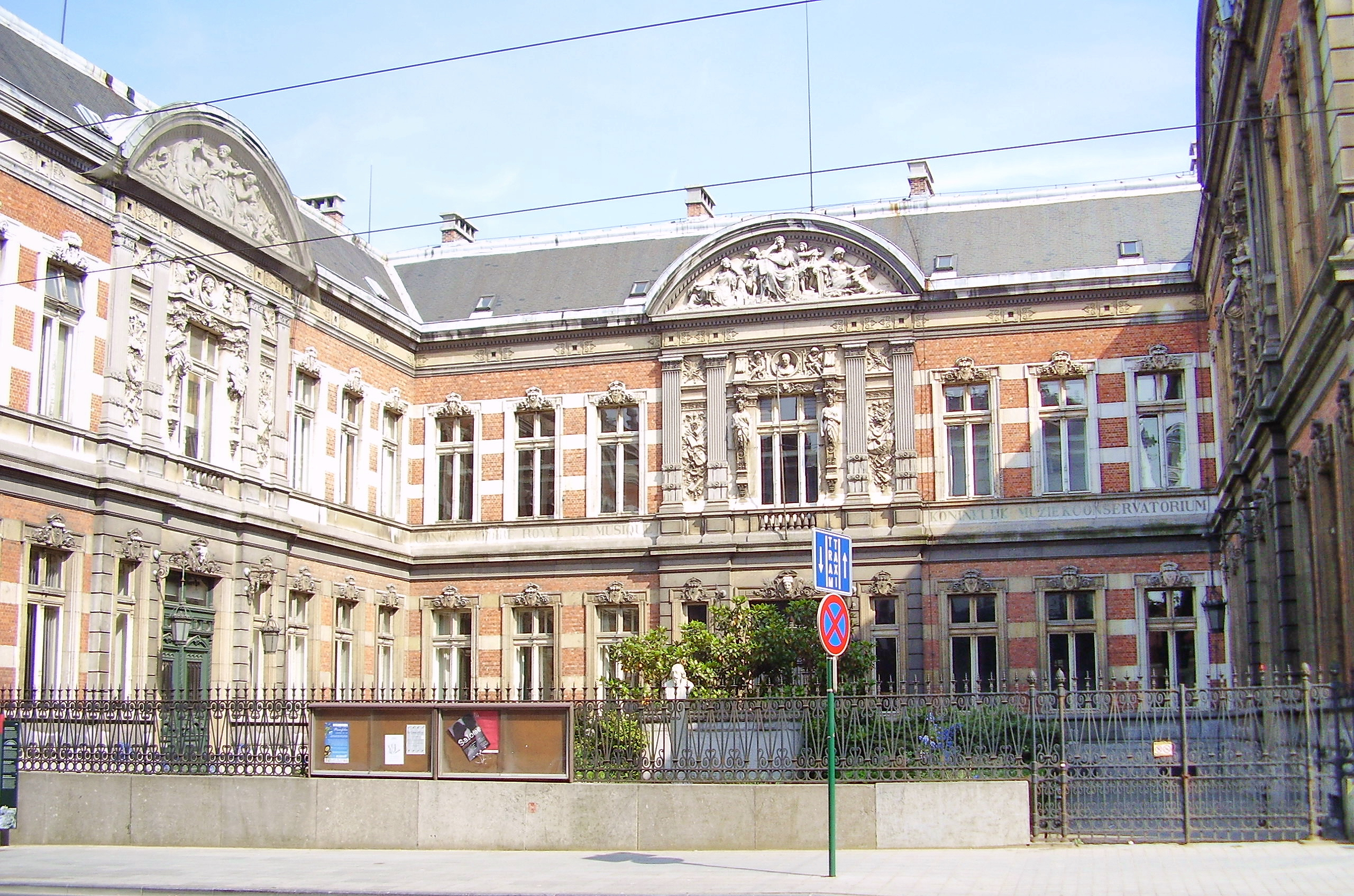
Королевская консерватория в Брюсселе

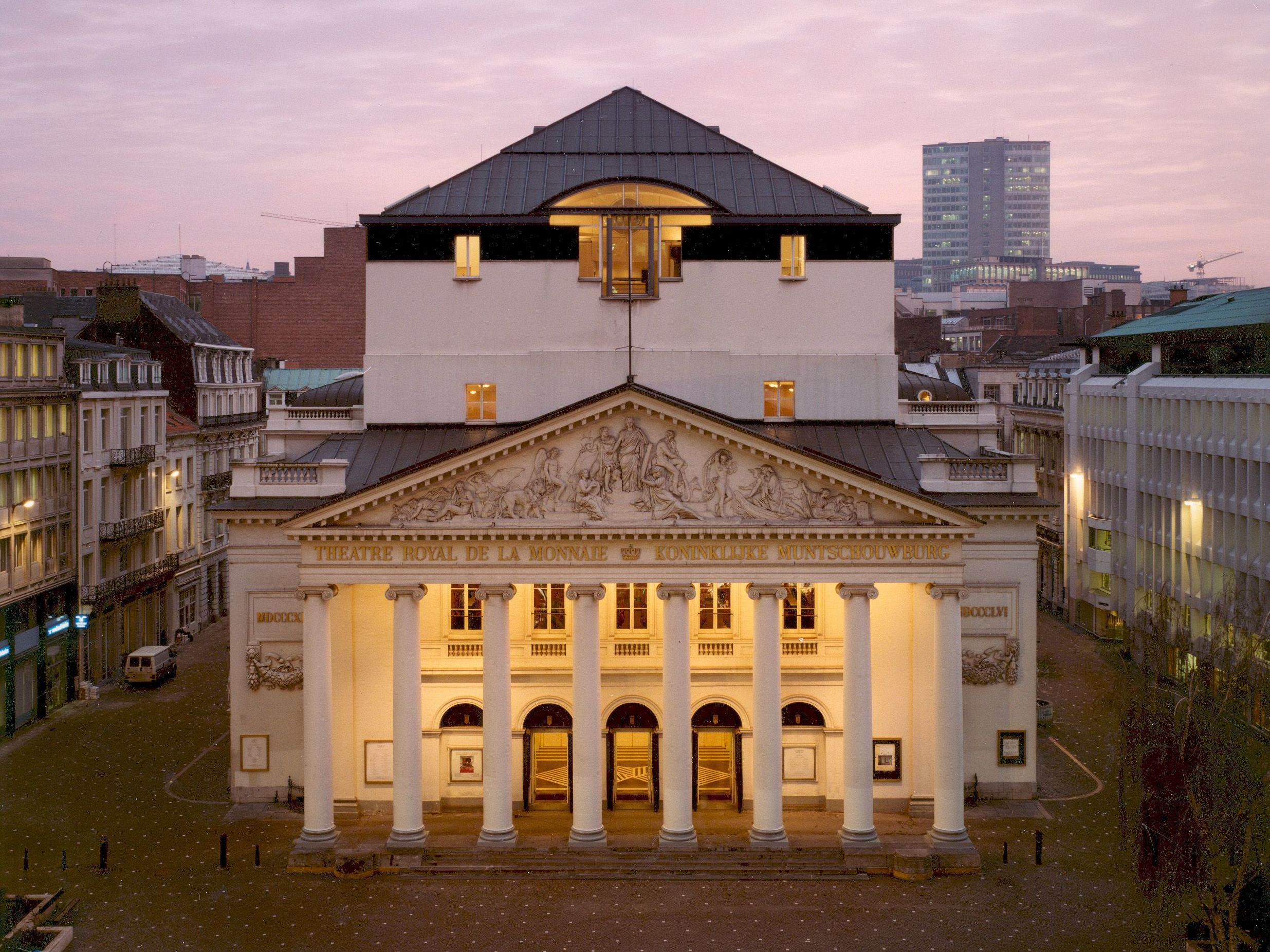
Королевский театр Ла Монне

Вытеснение полифонической музыки гомофонным стилем исторически совпало с отходом территории Бельгии к Австрийской империи; в это время традиции полифонической нидерландской школы переживали упадок, зато в бюргерских кругах культивируются камерно-инструментальные и камерно-вокальные жанры, сказывалось сильное влияние французской клавесинной культуры. Центрами музыкального образования становятся училища в Брюсселе и Льеже, затем на их базе были основаны консерватории. Параллельно, развитию оперному искусству способствовало открытие в 1700 Королевского театра Ла Монне. Этот театр сыграл не последнюю роль в подъёме революционных настроений и обретении независимости Бельгией в 1830 году.
В 19 веке на развитие бельгийской музыки продолжает влиять французская музыкальная культура, прежде оперная. Опера занимает господствующее место в творчестве большинства бельгийских композиторов этого времени (в частности Ф. Ж. Фетис, Ф. О. Геварт). В 1870-х годах под влиянием творчества Р. Вагнера намечается намечается постепенный отход бельгийских композиторов от французских оперных форм, влияние Вагнера отмечено на творчестве таких композиторов, как Э. Тинель, Э. Матье, Ф. Серве. Возникает движение за возрождение фламандской национальной музыки, представители которого (П. Бенуа, Я. Блокс) используют национальные исторические сюжеты. Самым известным композитором бельгийского происхождения XIX века считается Сезар Франк, его музыка оказала значительное влияние на бельгийских композиторов валлонского направления. Мировую известность получила бельгийская скрипичная школа, основоположником которой считается Шарль Берио, а среди его учеников — Эжен Изаи и Анри Вьетан. В Бельгии родился и Адольф Сакс — изобретатель саксофона.
После 1-й мировой войны музыкальная жизнь Бельгии демократизируется, организуется филармоническое общество (1927), национальный симфонический оркестр (1936), конкурсы имени Изаи (1937) и королевы Елизаветы (1951). В современной Бельгии существует государственная система музыкального образования. Работают консерватории в Брюсселе (с 1832), Антверпене (с 1876), Льеже (с 1826), Генте, Шарлеруа, школа церковной музыки в Мехелене (Малин), работают музыкальные общества.